# Ильин, Виктор Андреевич
Виктор Андреевич Ильин (24 мая 1927 — 2011) — русский советский писатель-прозаик, журналист. По образованию инженер-кораблестроитель.

## Биография
Родился в посёлке Растяпино Нижегородской губернии. Окончил Горьковское речное училище (1946 г.), кораблестроительный факультет Горьковского института инженеров водного транспорта (1952 г.). Трудовую деятельность начал технологом котельно-сварочного цеха, затем работал начальником ОТК Саратовского судоремонтного завода.
Работая на заводе, попутно занимался журналистикой. В 1953 году был избран заведующим орготделом Волжского райкома ВЛКСМ Волгоградской области, затем – заведующим отделом рабочей молодёжи областной газеты «Заря молодёжи» (г. Саратов). С 1956 года работал в газете «Ленинская смена» (г. Горький). Несколько лет был  собственным корреспондентом газет «Комсомольская правда» и «Советская Россия» в городе Горьком.
Жил и похоронен в Нижнем Новгороде.

## Литературная деятельность
Первый рассказ Виктора Ильина был опубликован в саратовском альманахе "Огоньки" в 1955 году, далее стал печататься в журналах: "Огонек", "Молодая гвардия", "Юность", "Москва".
Автор художественной прозы: многочисленных сборников повестей, рассказов и очерков, большинство из которых посвящено кораблестроителям и речному транспорту: «Русый ветер», повесть «Дана Ивану голова», «Затон», «Преображение», повесть «Я люблю тебя, жизнь!», повесть «Живуны», «Корень», сборники рассказов «Человек себя ищет» и «Жёсткий контур» и другие. Повести "Живуны", "Дана Ивану голова" и "Камская межень" объединены в единый тематический цикл. В повести "Дана Ивану голова..." рассказывается о событиях, происходивших в селе и в рабочем поселке зимой 1941-1942 года.
Книга "Бегущие по волнам" (1975) раcсказывает об истории развития кораблестроения с древнейших времен. Автор биографической книги о конструкторе Ростиславе Алексееве "Адмирал скоростного флота" (1983).  Автор текста публицистической книги-фотольбома "Волга. Боль и беда России" (1989). Публиковался в центральных и региональных журналах.
Член Союза писателей СССР с 1962 года. С 1977 года находился на творческой работе.

## Неполная библиография
- Ильин, В. Нержавеющие крылья / В. Ильин // Шаги поколения. — Москва, 1958. — С. 69-77.
- Ильин, В. Смысл жизни / В. Ильин // Формула ускорения / В. Ильин. — Москва, 1974. — С. 5-58.
- Ильин, В. А. Бегущие по волнам: монография / В. А.Ильин. - Москва : Знание, 1975. - 208 с. : ил. - (Жизнь замечательных идей).
- Ильин, В. Преодоление / В. Ильин // Все рассветы мои! / В. Ильин. — Москва, 1980. — С. 116-143.
- Ильин В.А. Адмирал скоростного флота /Виктор Ильин. Серия: Герои Советской Родины – М., Политиздат, 1983. – 94 с.
- Ильин, В. Ростислав Евгеньевич Алексеев / В. Ильин // Советские инженеры : сборник / [сост. А.Б. Иванов]. — М. : Мол. гвардия, 1985. — С. 368-397. — (Жизнь замечательных людей. Вып. 11 (658). Серия биографий).
- Волга. Боль и беда России : фотоальбом / вступ. слово В. И. Белова ; ввод. ст. Ф. Я. Шипунова ; осн. текст В. Ильина ; фото В. В. Якобсона и др.- М.: Изд-во «Планета», 1989. 301 с.: ил.

## Публикации
- Ильин, В. Режь волну / В. Ильин // Комсомольская правда. — 1970. — 30 окт. О лауреате Ленинской и Государственной премий, докторе технических наук, главном конструкторе центрального конструкторского бюро по судам на подводных крыльях Р. Е. Алексееве.
- Ильин, В. Смысл жизни: [очерк] / В. Ильин // Октябрь. — 1973. — № 2. — С. 155-164. О главном конструкторе центрального конструкторского бюро по судам на подводных крыльях Р. Е. Алексееве.
- Виктор Ильин. Признанный в Америке, невостребованный в России[1] // Российская провинция : журнал. — 1995. — Январь (№ 1). — С. 60-67.